# Elecciones generales de Japón de 2021
Las 49.ª elecciones a la Cámara de Representantes (第49回衆議院議員総選挙 Dai-yonjūkyūkai Shugiin-giin sōsenkyo?) de Japón se realizaron el 31 de octubre de 2021. En estas elecciones se renovó totalmente la Cámara Baja de la Dieta de Japón. Como la Constitución requiere que el gabinete renuncie en la primera sesión de la Dieta después de una elección general, las elecciones también conducirán a una elección para un nuevo primer ministro y al nombramiento de un nuevo gabinete, aunque los ministros pueden ser reelegidos. Esta fue la primera elección general de la era Reiwa.
La elección siguió a un período tumultuoso en la política japonesa que vio la repentina renuncia del primer ministro Shinzo Abe en 2020 debido a problemas de salud y al breve mandato de su sucesor Yoshihide Suga, quien renunció como líder del gobernante Partido Liberal Democrático (PLD) después de sólo un año en el cargo debido a los bajos índices de aprobación. El período transcurrido desde las elecciones generales en 2017 también vio la consolidación de gran parte del centro-izquierda del país en el Partido Democrático Constitucional (CDP) recientemente fortalecido y la formación del partido populista de izquierda Reiwa Shinsengumi, dirigido por el ex actor Taro Yamamoto.
El PLD, encabezado por el nuevo primer ministro Fumio Kishida, mantuvo una cómoda mayoría a pesar de perder escaños. Los dos principales partidos de oposición de izquierda, el CDP y el Partido Comunista de Japón, obtuvieron resultados inferiores a las expectativas y perdieron escaños en relación con sus posiciones en la cámara inmediatamente antes de las elecciones. El partido conservador con sede en Osaka, Partido de la Innovación (Ishin) ganó 30 escaños, convirtiéndose en el tercer partido más grande de la Cámara de Representantes.

## Trasfondo
Después de las elecciones generales de 2017, el Partido Liberal Democrático (PLD) continuó encontrándose en una posición dominante ya que el primer ministro Shinzo Abe llevó al partido a una tercera victoria consecutiva, la primera para un solo primer ministro desde 1953. Si bien la sólida actuación del PLD pareció sugerir un impulso para el objetivo de larga data de Abe de revisar el artículo 9 de la Constitución contra la guerra, la perspectiva de revisión se vio frustrada debido a los obstáculos de procedimiento en la Dieta de los partidos de oposición y la coalición gobernante que perdió su mayoría de dos tercios en la Cámara de Consejeros en las elecciones de 2019.

### Dimisión de Shinzo Abe y elección de Yoshihide Suga
Los índices de aprobación de Abe sufrieron en 2018 cuando varios escándalos de favoritismo dominaron la cobertura de los medios, sin embargo, aun así fue reelegido como presidente del PLD en septiembre de 2018 y se convirtió en el primer ministro con más años de servicio en la historia de Japón el 19 de noviembre de 2019 y el primer ministro consecutivo con más años de servicio el 24 de agosto de 2020. Sin embargo, Abe sorprendió a los observadores y medios cuando anunció el 28 de agosto de 2020 que renunciaría al cargo de primer ministro debido a un repentino resurgimiento de su colitis ulcerosa. El secretario jefe del gabinete, Yoshihide Suga, fue elegido el próximo presidente del PLD en septiembre de 2020 y sucedió a Abe como primer ministro días después.

### Consolidación del PDC
Mientras tanto, los muchos partidos de oposición de Japón seguían fracturados y desunidos. El Partido Democrático Constitucional (PDC), que busca establecerse como el principal partido de oposición de centro izquierda contra el PLD, se fusionó con las mayorías del Partido Democrático para el Pueblo (PDP) y el Partido Socialdemócrata (PSD), así como con varios legisladores independientes a fines de 2020, reorganizándose oficialmente como un nuevo partido conservando el mismo nombre y Yukio Edano como líder. El período desde 2017 también vio la creación de Reiwa Shinsengumi, un partido populista de izquierda formado por el ex actor Taro Yamamoto, cuya posición política central es la abolición del impuesto al consumo.

### La popularidad de Suga cae y el gabinete falla
Si bien el comienzo del cargo Suga fue relativamente popular, los índices de aprobación del primer ministro Suga empeoraron gradualmente debido a la insatisfacción pública por su manejo de la pandemia de COVID-19, incluido el lento lanzamiento de la vacuna en Japón en comparación con el resto del mundo desarrollado, y su gestión de los retrasados Juegos Olímpicos de Tokio 2020. [14] [15] El PLD perdió tres elecciones parciales para la Cámara de Representantes en abril de 2021 y tampoco logró una mayoría absoluta en las elecciones de la Asamblea Metropolitana de Tokio en julio a pesar de ganar la mayor cantidad de escaños. Los analistas atribuyeron las pérdidas a los bajos índices de aprobación de Suga. [16]

### Juegos Olímpicos de verano de Tokio 2020 y aumento de COVID-19
Cuando finalmente se llevaron a cabo los Juegos Olímpicos de 2021, el sentimiento público aumentó cuando los atletas japoneses consiguieron un récord de medallas olímpicas. Sin embargo, esto no se tradujo en un repunte en las calificaciones personales de Suga ya que el evento coincidió con un estado de emergencia, mientras que los casos de COVID-19 en Japón continuaron aumentando desde la variante Delta. [18] Cuando terminaron los Juegos Olímpicos de Tokio, el país experimentó más de un millón de casos. En una encuesta de Asahi Shimbun realizada al final de los Juegos Olímpicos, los índices de aprobación del Gabinete cayeron a un mínimo histórico del 28%, a pesar de que el 56% del público estuvo de acuerdo en que organizar los Juegos Olímpicos fue la decisión correcta [21], lo que significa preocupación por la incapacidad del gobierno para manejar la pandemia de COVID-19. Como resultado, es probable que la respuesta del gobierno a la pandemia sea uno de los problemas electorales.
Aunque Suga afirmó que no hay evidencia de que los Juegos Olímpicos contribuyeron a un aumento en los casos diarios en Tokio y otras partes de Japón, los expertos, incluido el principal asesor médico del gobierno, creen que los Juegos socavaron los mensajes oficiales sobre las reglas de virus y alentaron a la gente a volverse complaciente.

### Elección de liderazgo del PLD y renuncia de Suga
Después de los Juegos Olímpicos, surgió la especulación de que varios legisladores del PLD, como las exministras Sanae Takaichi, y el jefe de política del partido Hakubun Shimomura [28] se estaban preparando para postularse para el El liderazgo del PLD contra Suga cuando su mandato como presidente del partido finalice en septiembre, en el período previo a las elecciones. La derrota del candidato Hachiro Okonogi, que es socio de Suga, en las elecciones para la alcaldía de Yokohama el 22 de agosto añadió presión sobre el primer ministro y aumentó las especulaciones sobre su futuro político.
El 3 de septiembre, Suga anunció que no se postularía para la reelección para el liderazgo del PLD citando bajos índices de aprobación, allanando el camino para que un nuevo líder y primer ministro del PLD llevara al partido a las elecciones generales. El 29 de septiembre, el exministro de Relaciones Exteriores y candidato centrista Fumio Kishida derrotó a otros tres candidatos y se convirtió en el nuevo líder del PLD. Fue elegido por la Dieta como el 100.º primer ministro de Japón el 4 de octubre.

### La oposición forma una plataforma política común
El 8 de septiembre, el Partido Democrático Constitucional (PDC), el Partido Socialdemócrata (PSD), el Partido Comunista de Japón (PCJ) y Reiwa Shinsengumi formaron una plataforma política conjunta y una coalición civil anti-PLD para las próximas elecciones. La plataforma cubrió seis áreas: constitucionalismo, medidas para abordar la pandemia del coronavirus, reducción de las disparidades económicas, transición a una sociedad descarbonizada, igualdad de género y transparencia gubernamental. Las políticas en la plataforma incluyen:
1. Oposición a la revisión constitucional propuesta por el PLD que ampliaría los poderes del gobierno
2. Recortes en la tasa del impuesto al consumo y aumento de la carga fiscal para los ricos
3. Cierre de plantas de energía nuclear y oposición a propuestas de desarrollo de casinos y complejos turísticos integrados planificados
4. Nuevas investigaciones sobre una serie de escándalos políticos que involucran al PLD, incluidos los escándalos de los ex primeros ministros Shinzo Abe y Yoshihide Suga

Como parte del acuerdo, los miembros de los 4 partidos involucrados se retiraron de la candidatura en varios de los distritos electorales uinominales para evitar la división de votos. El Partido Comunista de Japón (PCJ) retiró 22 candidatos en total, con solo 106 candidatos en total para el PCJ. Este número fue el número más bajo de candidatos presentados por el PCJ desde la primera elección después de la reforma electoral de Japón en 1996. Taro Yamamoto de Reiwa Shinsengumi se retiró de su carrera en el distrito uninominal 8.º de Tokio para Harumi Yoshida del CDP, eligiendo en cambio correr en el bloque de representación proporcional de Tokio. Reiwa Shinsengumi retiró a 7 candidatos para evitar la división de votos entre la oposición, lo que representa el 40% de su lista de candidatos planificada.

### Formación, luego retiro de First no Kai
El 4 de octubre, el partido político regional Tomin First no Kai, con sede en Tokio, anunció que había creado un nuevo partido nacional llamado First no Kai. El partido dijo que planeaba presentar candidatos para distritos electorales uninominales en Tokio, y dijo que aunque la actual gobernadora de Tokio, Yuriko Koike no se postulará, cooperará con el partido. First no Kai será dirigido por Chiharu Araki, un miembro de la Asamblea Metropolitana de Tokio que también es líder de Tomin First no Kai.
Sin embargo, el 15 de octubre, el partido dijo que no presentaría ningún candidato para las elecciones y que, en cambio, se concentraría en las próximas. Los analistas creían que el adelanto de las elecciones por parte de Kishida dio poco tiempo para el reclutamiento de candidatos, lo que llevó a la decisión de no participar en estas elecciones.

## Consideraciones
Se hizo necesaria una sesión extraordinaria de la Dieta de Japón a principios de octubre para elegir un nuevo primer ministro. Como consecuencia, el 4 de octubre, el nuevo primer ministro Fumio Kishida programó las elecciones para el 31 de octubre, con la disolución de la Cámara de Representantes el 14 de octubre, último día de la sesión extraordinaria de la Dieta. La campaña comenzó el 19 de octubre.
La elección de 2021 es la primera de la posguerra que se ha celebrado después del final del mandato (21 de octubre).

## Partidos participantes
| Partido | Partido | Partido                            | Líder                               | Ideología                |
| ------- | ------- | ---------------------------------- | ----------------------------------- | ------------------------ |
|         | PLD     | Partido Liberal Democrático        | Fumio Kishida                       | Liberalismo conservador  |
|         | PDC     | Partido Democrático Constitucional | Yukio Edano                         | Liberalismo              |
|         | Kōmei   | Kōmeitō                            | Natsuo Yamaguchi                    | Conservadurismo          |
|         | PCJ     | Partido Comunista Japonés          | Kazuo Shii                          | Comunismo                |
|         | Ishin   | Partido de la Innovación           | Ichirō Matsui y Toranosuke Katayama | Liberalismo económico    |
|         | PDP     | Partido Democrático para el Pueblo | Yuichiro Tamaki                     | Conservadurismo          |
|         | PSD     | Partido Socialdemócrata            | Mizuho Fukushima                    | Socialdemocracia         |
|         | NHK     | Partido NHK                        | Takashi Tachibana                   | Populismo unidireccional |
|         | Reiwa   | Reiwa Shinsengumi                  | Tarō Yamamoto                       | Populismo de izquierda   |

## Encuestas

### Intención de voto
| Encuesta          | Fecha          | LDP       | CDP       | Kōmei | JCP  | Ishin | DPP | SDP  | Reiwa | N-Koku | Otros |     |     |     |
| ----------------- | -------------- | --------- | --------- | ----- | ---- | ----- | --- | ---- | ----- | ------ | ----- | --- | --- | --- |
| Encuesta          | Fecha          | go2senkyo | 23–24 Oct | 32.0  | 21.3 | 8.4   | 7.6 | 12.3 | 2.4   | 1.4    | Otros | 1.6 | 0.9 | 0.8 |
| Kyodo News        | 23–24 Oct      | 29.9      | 11.6      |       |      |       |     |      |       |        |       |     |     |     |
| Asahi Shimbun     | 19–20 Oct      | 38        | 13        | 7     | 5    | 4     | 2   | 1    | 1     | 1      | 2     |     |     |     |
| Kyodo News        | 16–17 Oct      | 29.6      | 9.7       | 4.7   | 4.8  | 3.9   | 0.7 | 0.5  | 0.5   | 0.1    |       |     |     |     |
| go2senkyo         | 16–17 Oct      | 33.1      | 21.0      | 6.6   | 8.2  | 9.0   | 2.6 | 1.3  | 1.4   | 0.5    | 2.1   |     |     |     |
| Yomiuri Shimbun   | 14–15 Oct      | 44        | 12        | 6     | 5    | 5     | 1   | 1    | 1     | 0      | 0     |     |     |     |
| Jiji Press        | 8–11 Oct       | 43.6      | 11.8      | 5.9   | 3.2  | 3.6   | 1.6 | 0.5  | 0.3   | 0.4    |       |     |     |     |
| Green Ship        | 9–10 Oct       | 36.3      | 19.0      | 6.3   | 7.3  | 7.9   | 2.1 | 1    | 2     | 1      | 1     |     |     |     |
| FNN-Sankei        | 9–10 Oct       | 39.1      | 9.5       | 3.6   | 3.2  | 3.4   | 1.0 | 0.6  | 0.4   | 0.1    | 4.1   |     |     |     |
| JNN               | 9–10 Oct       | 38.3      | 9.8       | 4.8   | 4.0  | 3.3   | 1.4 | 0.4  | 0.4   | 0.1    | 3.8   |     |     |     |
| Asahi Shimbun     | 4–5 Oct        | 41        | 13        | 5     | 4    | 6     | 2   | 1    | 1     | 1      | 2     |     |     |     |
| Yomiuri Shimbun   | 4–5 Oct        | 48        | 13        | 5     | 3    | 5     | 1   | 0    | 1     | 0      | 1     |     |     |     |
| Kyodo News        | 4–5 Oct        | 44.6      | 14.9      | 5.8   | 2.8  | 7.1   |     |      |       |        |       |     |     |     |
| Nikkei            | 4–5 Oct        | 53        | 11        | 4     | 5    | 5     | 1   | 1    | 1     |        |       |     |     |     |
| Nikkei            | 23–25 Sep      | 52        | 10        | 4     | 4    | 6     | 1   | 1    | 2     |        |       |     |     |     |
| ANN               | 18-19 Sep      | 42.3      | 9.5       | 3.9   | 4.1  | 2.7   | 1.3 | 0.1  | 0.1   | 0      | 3.3   |     |     |     |
| FNN-Sankei        | 18-19 Sep      | 44.9      | 9.4       | 3.4   | 2.7  | 3.1   | 0.6 | 0.2  | 0.5   | 0.1    | 4.4   |     |     |     |
| Mainichi Shimbun  | 18 Sep         | 35        | 14        | 5     | 6    | 7     | 2   |      | 2     |        |       |     |     |     |
| Jiji Press        | 10-13 Sep      | 49.9      | 10.8      | 6.2   | 3.7  | 4.5   |     |      |       |        |       |     |     |     |
| Asahi Shimbun     | 11-12 Sep      | 43        | 11        | 6     | 6    | 6     | 2   | 1    | 1     | 0      | 2     |     |     |     |
| Nikkei            | 9-11 Sep       | 53        | 12        | 2     | 5    | 4     | 1   | 0    | 1     | 0      | 0     |     |     |     |
| Yomiuri Shimbun   | 4-5 Sep        | 42        | 11        | 4     | 5    | 4     | 1   | 1    | 1     | 0      | 0     |     |     |     |
| Nikkei & TV Tokyo | 27-29 Ago      | 43        | 14        | 4     | 5    | 5     | 1   | 0    | 1     | 1      | 0     |     |     |     |
| Mainichi Shimbun  | 28 Ago         | 24        | 14        | 4     | 6    | 8     | 2   |      | 2     |        |       |     |     |     |
| ANN               | 21-22 Ago      | 32.8      | 8.7       | 3.2   | 3.9  | 2.8   | 1.0 | 0.2  | 0.6   | 0.1    | 3.6   |     |     |     |
| FNN-Sankei        | 21-22 Ago      | 35.6      | 9.8       | 4.1   | 3.7  | 4.6   | 1.2 | 0.4  | 0.7   | 0.5    | 4.5   |     |     |     |
| go2senkyo         | 14-15 Ago      | 29.7      | 18.4      | 5.7   | 9.6  | 8.5   | 1.5 | 0.6  | 2.1   | 0.4    |       |     |     |     |
| Yomiuri-NNN       | 7-9 Ago        | 37        | 12        | 6     | 5    | 6     | 1   | 1    | 1     | 0      | 0     |     |     |     |
| Asahi Shimbun     | 7-8 Ago        | 35        | 15        | 5     | 6    | 7     | 3   | 0    | 1     | 1      | 1     |     |     |     |
| FNN-Sankei        | 17-18 Jul      | 32.3      | 10.8      | 3.1   | 4.6  | 2.8   | 1.0 | 0.9  | 0.4   | 0.0    | 8.6   |     |     |     |
| go2senkyo         | 10-11 Jul      | 30.2      | 19.8      | 5.6   | 10.9 | 7.4   | 1.7 | 1.4  | 1.1   | 0.2    |       |     |     |     |
| Yomiuri-NNN       | 9-11 Jul       | 39        | 10        | 6     | 6    | 6     | 2   | 0    | 1     | 0      | 0     |     |     |     |
| Nikkei            | 25-27 Jun      | 41        | 14        | 4     | 4    | 7     | 1   | 1    | 2     |        |       |     |     |     |
| FNN-Sankei        | 19-20 Jun      | 34.0      | 10.1      | 3.3   | 2.5  | 3.9   | 1.0 | 0.5  | 0.2   | 0.3    | 2.8   |     |     |     |
| Asahi             | 19-20 Jun      | 35        | 14        | 7     | 5    | 7     | 3   | 1    | 2     | 0      | 3     |     |     |     |
| go2senkyo         | 12-13 Jun      | 29.1      | 21.1      | 6.3   | 9.4  | 6.9   | 1.7 | 0.9  | 1.8   | 0.3    |       |     |     |     |
| go2senkyo         | 15-16 May      | 29.9      | 20.1      | 5.1   | 9.1  | 8.1   | 2.0 | 1.7  | 2.2   | 0.6    |       |     |     |     |
| FNN-Sankei        | 15-16 May      | 33        | 10.6      | 4.6   | 2.3  | 4.5   | 0.6 | 0.5  | 0.7   | 0.5    | 2.2   |     |     |     |
| Asahi Shimbun     | 15-16 May      | 35        | 17        | 5     | 5    | 9     | 2   | 1    | 1     | 1      | 2     |     |     |     |
| Asahi Shimbun     | 3 Mar - 12 Abr | 46        | 16        | 6     | 5    | 10    | 2   | 1    | 1     | 1      | 2     |     |     |     |
| Asahi Shimbun     | 10-11 Abr      | 40        | 14        | 6     | 6    | 8     | 2   | 1    | 2     | 0      | 2     |     |     |     |
| Yomiuri-NNN       | 2-4 Abr        | 44        | 13        | 5     | 4    | 5     | 1   | 0    | 1     | 1      | 0     |     |     |     |
| Asahi Shimbun     | 20-21 Mar      | 41        | 14        | 5     | 5    | 8     | 2   | 1    | 2     | 0      | 2     |     |     |     |
| Asahi Shimbun     | 13-14 Feb      | 37        | 16        | 6     | 7    | 8     | 2   | 1    | 2     | 1      | 2     |     |     |     |
| Yomiuri-NNN       | 5-7 Feb        | 41        | 12        | 5     | 3    | 5     | 2   | 1    | 1     | 1      | 0     |     |     |     |
| Yomiuri-NNN       | 15-17 Ene      | 40        | 13        | 5     | 4    | 4     | 2   | 1    | 2     | 1      | 1     |     |     |     |

## Candidatos
| Partido | Partido | Antes de la elección | Distrito uninominal | Proporcional | Total |
| ------- | ------- | -------------------- | ------------------- | ------------ | ----- |
|         | PLD     | 276                  | 277                 | 310          | 336   |
|         | PDC     | 109                  | 214                 | 239          | 240   |
|         | Kōmei   | 29                   | 9                   | 44           | 53    |
|         | PCJ     | 12                   | 105                 | 40           | 130   |
|         | Ishin   | 11                   | 94                  | 96           | 96    |
|         | PDP     | 8                    | 21                  | 27           | 27    |
|         | PSD     | 1                    | 9                   | 15           | 15    |
|         | N-Koku  | 1                    | 27                  | 11           | 30    |
|         | Reiwa   | 1                    | 12                  | 21           | 21    |
|         | Otros   | 1                    | 9                   | 14           | 23    |
|         | Ind.    | 0                    | 80                  |              | 80    |
| Total   | Total   | 461                  | 857                 | 817          | 1,051 |

Fuente:

## Resultados
|  | 34.66 % |

|  | 48.08 % |

|  | 12.38 % |

|  | 1.52 % |

|  | 47.04 % |

|  | 49.60 % |

|  | 20.00 % |

|  | 29.96 % |

|  | 7.25 % |

|  | 4.59 % |

|  | 3.86 % |

|  | 0.43 % |

|  | 1.77 % |

|  | 0.55 % |

|  | 32.88 % |

|  | 35.53 % |

|  | 14.01 % |

|  | 8.36 % |

|  | 3.95 % |

|  | 4.51 % |

|  | 2.17 % |

|  | 1.39 % |

|  | 0.26 % |

|  | 0.08 % |

|  | 0.06 % |

|  | 0.02 % |

|  | 0.03 % |

|  | 0.03 % |

|  | 0.01 % |

|  | 0.05 % |

|  | 0.05 % |

|  | 0.01 % |

|  | 0.01 % |

|  | 0.00 % |

|  | 0.00 % |

## Reacciones
Los resultados fueron descritos como un decepcionante bajo rendimiento para los partidos de oposición de izquierda de Japón, que habían tratado de capitalizar los altos índices de desaprobación de las administraciones recientes del actual partido de gobierno:[cita requerida]
- Los dos partidos de oposición con mayor representación en la cámara, el Partido Democrático Constitucional y el Partido Comunista Japonés, perdieron escaños en general a pesar de haber realizado un acuerdo unificado de candidatos y una plataforma política conjunta en el período previo a las elecciones.[cita requerida]
- El partido de centroderecha Nippon Ishin no Kai ganó 30 escaños, impulsado por una actuación dominante en su región natal de Osaka, convirtiéndose en el tercer partido con mayor representación en la cámara en lo que fue descrito como uno de los resultados más notables de las elecciones y un signo de insatisfacción de los votantes tanto con la coalición gobernante como con los partidos tradicionales de la oposición.[69]